# Суке
Суке (перс. سوقه) — село в Ірані, у дегестані Ховме, в Центральному бахші, шагрестані Решт остану Ґілян. За даними перепису 2006 року, його населення становило 431 особу, що проживали у складі 124 сімей.

## Клімат
Середня річна температура становить 14,62°C, середня максимальна – 31,56°C, а середня мінімальна – -4,42°C. Середня річна кількість опадів – 312 мм.
| Клімат поселення                              | Клімат поселення | Клімат поселення | Клімат поселення | Клімат поселення | Клімат поселення | Клімат поселення | Клімат поселення | Клімат поселення | Клімат поселення | Клімат поселення | Клімат поселення | Клімат поселення | Клімат поселення |
| Показник                                      | Січ.             | Лют.             | Бер.             | Квіт.            | Трав.            | Черв.            | Лип.             | Серп.            | Вер.             | Жовт.            | Лист.            | Груд.            |                  |
| Середній максимум, °C                         | 9,34             | 10,70            | 14,84            | 21,15            | 24,63            | 30,55            | 31,56            | 31,38            | 27,39            | 20,51            | 14,10            | 9,66             |                  |
| Середня температура, °C                       | 2,46             | 3,84             | 7,96             | 14,27            | 17,75            | 23,68            | 26,69            | 26,53            | 22,53            | 15,66            | 9,24             | 4,80             |                  |
| Середній мінімум, °C                          | −4,42            | −3,04            | 1,10             | 7,39             | 10,88            | 16,81            | 21,84            | 21,66            | 17,67            | 10,81            | 4,38             | −0,05            |                  |
| Норма опадів, мм                              | 39               | 40               | 54               | 46               | 33               | 8                | 9                | 6                | 8                | 15               | 22               | 32               |                  |
| Середньомісячна швидкість вітру, м/с          | 2.04             | 2.30             | 2.62             | 2.84             | 2.80             | 3.10             | 3.30             | 3.00             | 2.50             | 2.30             | 2.00             | 1.94             |                  |
| Середньомісячна сонячна радіація, кДж/м²·день | 8254             | 10988            | 13676            | 17066            | 21548            | 24744            | 25149            | 23522            | 19208            | 13645            | 9574             | 7875             |                  |
| --------------------------------------------- | ---------------- | ---------------- | ---------------- | ---------------- | ---------------- | ---------------- | ---------------- | ---------------- | ---------------- | ---------------- | ---------------- | ---------------- | ---------------- |
| Джерело:                                      |                  |                  |                  |                  |                  |                  |                  |                  |                  |                  |                  |                  |                  |